# لوروا غوميز
لوروا غوميز (بالإنجليزية: Leroy Gómez)‏ هو عازف ساكسفون ومغني أمريكي، ولد في القرن العشرين في Wareham, Massachusetts ‏ في الولايات المتحدة.

## وصلات خارجية
- لوروا غوميز على موقع ميوزك برينز (الإنجليزية)
- لوروا غوميز على موقع أول ميوزيك (الإنجليزية)
- لوروا غوميز على موقع ديسكوغز (الإنجليزية)